# Famille Darricau
La famille Darricau est une famille française d'ancienne bourgeoisie originaire des Landes. Une branche éteinte en 1877 a donné Augustin Darricau (1773-1819), général français de la Révolution et de l’Empire, titré baron de l'Empire en 1808; une autre branche a donné André Darricau, dit Darry Cowl (1925-2006), acteur, musicien et humoriste français.

## Histoire
La famille Darricau ou d'Arricau est originaires des Landes où elle était anciennement connue.
Charles Darricau, marchand puis maître de poste, mort le 27 juillet 1704 à Dax, marié à Antoinette Moliar eut pour fils Arnaud Darricau, baptisé le 4 février 1687 à Dax et mort le 20 mars 1728 à Magescq, juge royal de Samadet, Mont-de-Marsan et Montségur qui fit enregistrer son blason en 1696 à l'Armorial général de France.
Au début du XVIIIe siècle, les Darricau sont une famille de maîtres de poste dont l'un d'eux s'élève au notariat, « seigneurs de la commanderie de Saint-Antoine des Traverses » (la commanderie de Saint-Antoine des Traverses à Escource près de Dax fut acquise vers la fin du XVIIIe siècle par la famille Darricau), ils font partie des familles de la bourgeoisie des Landes, acquéreurs de terre nobles. La famille Darricau est alors aux confins de la bourgeoisie et de la noblesse. 
Jean-Roger Darricau (1706-1757), fils d'Arnaud Darricau, aide-major du pays de Born, portait la qualification de baron de Traverse. Il eut pour fils Jean-Marc Darricau, baron de Traverse qui de son mariage avec Catherine de Neurisse eut trois fils: Pierre (1764-1807) et Jean-Marc (1770-1806) morts sans alliances et Augustin Darricau (1773-1819) général de division, baron de l'Empire en 1808.

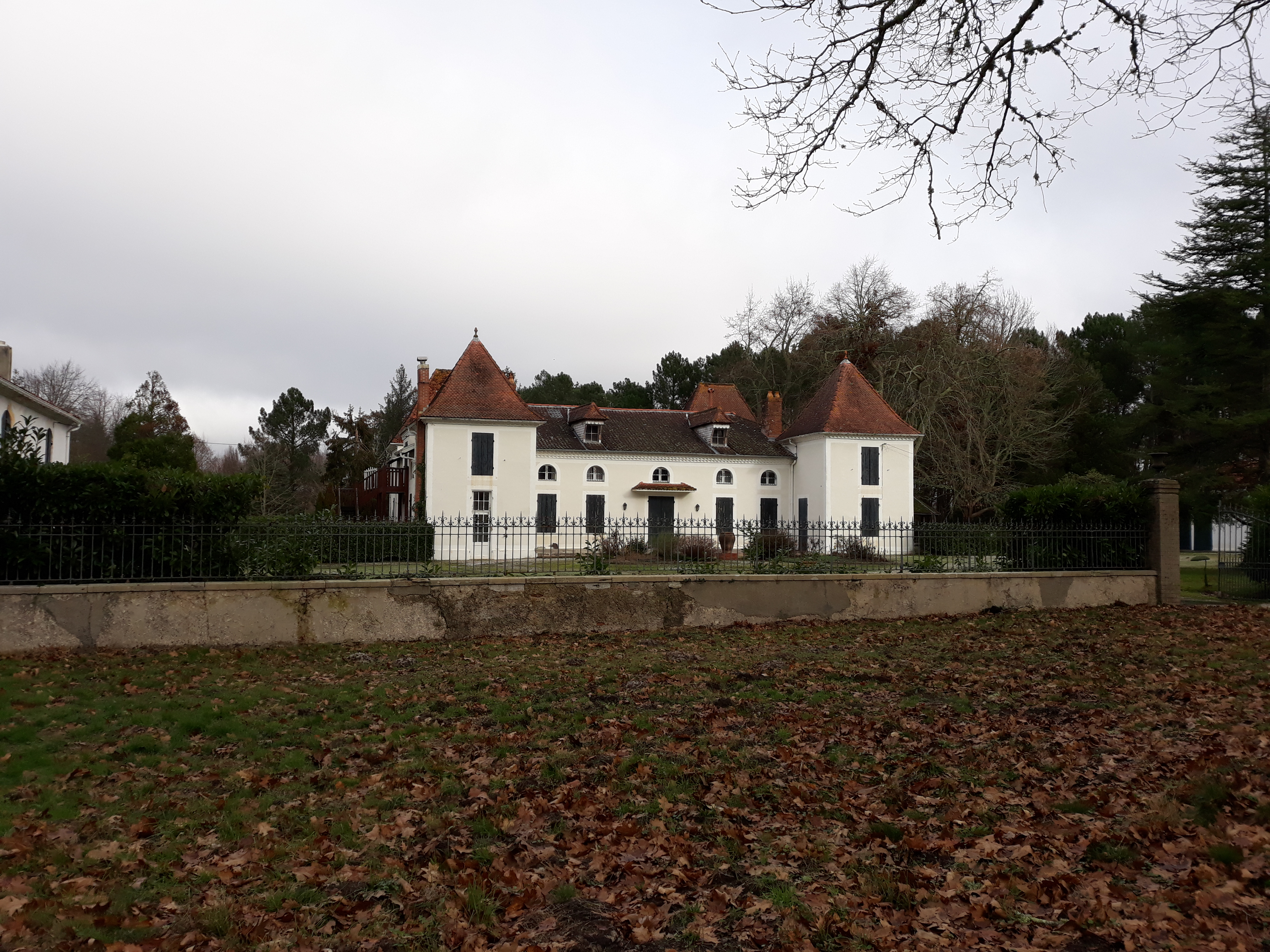
Manoir Darricau à Aureilhan qui fut la propriété du général Augustin Darricau.

### Branche titrée baron de l'Empire en 1808 (éteinte)
Augustin Darricau (1773-1819) général de division, grand officier de la Légion d'honneur fut titré baron de l'Empire par lettres patentes du 27 juillet 1808. Il épousa en 1804 Marie-Françoise Ebinger dont il eut deux fils : Rodolphe baron d'Arricau de Traverse (1807-1877), contre-amiral et gouverneur de La Réunion qui ne laissa qu'un fils mort sans alliance et une fille; et Daniel-Auguste (1808-1868) intendant général et conseiller d'État, marié à Laura Baour dont il ne laissa que deux filles.

### Autres branches
Arnaud Clement indique une postérité d’Antoine Emile Darricau (1845-1930). Celui-ci est le fils de Salomon Martial Darricau (1806-1861) pharmacien à Samadet et de Jeanne Zoé Dupouy.
Une autre branche détachée au début XVIIIe siècle subsiste de nos jours, elle a pour auteur Pierre Darricau (1717-1766), maître de poste à Magescq. De cette branche est issu André Darricau dit Darry Cowl (1925-2006), acteur, musicien et humoriste français.

## Armes
- D'azur à un chevron d'argent accompagné de trois roses de même (armes enregistrées à l'Armorial général de France en 1696 par Arnaud Darricau)[9],[1].
- Écartelé ; au I d'azur à la pyramide d'argent ; au II des barons militaires; au III de gueules au vol d'argent chargé d'un cœur d'or brochant sur le vol ; au IV d'azur au pont d'or, adextré d'une tour de même, cantonnée à senestre d'un foudre d'or, le tout soutenu d'un fleuve en champagne d'argent (armes concédées en 1808 avec le titre de baron d'Empire)[1].

## Liens de filiation entre les personnalités
Les actes d'état civil (naissances, mariages, décès) permettent d'établir la filiation suivante entre les diverses personnalités :
- Arnaud Darricau (4 février 1687 à Dax - 20 mars 1728 à Magescq), notaire royal, maître de poste à Magescq. Le 29 septembre 1705 à Magescq, il épouse Jeanne de Mesplet, fille du maître de postes de Magescq.
  - Jean-Roger Darricau (27 juillet 1707 à Magesq - 3 mai 1757 à Biscarrosse), maître de poste, notaire royal, juge. Le 13 janvier 1734 à Mimizan, il épouse Françoise de Chambre, dame d'Aureilhan.
    - Jean-Marc Darricau (2 mars 1738 à Aureilhan - 4 messidor an V à Aureilhan). le 15 décembre 1760 à Dax, il épouse Marie Catherine de Neurrisse.
      - Augustin Darricau (5 juillet 1773 à Tartas - 6 mai 1819 à Dax), général de la Révolution et de l’Empire, baron d'empire. Le 27 frimaire an XIII à Saint-Denis, il épouse Marguerite Marthe Françoise Ebingré.
        - Rodolphe Darricau (17 mars 1807 à Saint-Denis -  19 juillet 1877), officier de marine.

  - Pierre Darricau (26 novembre 1717 à Magescq - 27 mars 1766 à Magescq), maître de poste à Magescq. Le 8 février 1740 à Magescq, il épouse Marguerite Marie Loupit.
    - Jean Marc Darricau (9 février 1749 à Magescq - 13 vendémiaire an X (5 octobre 1801) à Saint-Geours-de-Maremne), maître de poste. Le 6 février 1769 à Magescq, il épouse Catherine Marie Duhaà.
      - Jean Darricau (7 février 1777 à Magescq, 18 novembre 1846 à Saint-Geours-de-Maremne), propriétaire et maître de poste de Saint-Geours. Le 28 février 1810 à Saint-Vincent-de-Tyrosse, il épouse Marie Anne de Gorostarzu.
        - Jean Baptiste (10 mars 1813 à Saint-Geours-de-Marenne - 7 février 1882 à Saint-Jean-le-Vieux), docteur en médecine. Le 24 janvier 1842 à Bayonne, il épouse Marie Adélaïde Laborde.
          - Albert Jean-Baptiste Darricau 4 janvier 1843 à Bayonne - 21 avril 1914 à Bayonne), magistrat, substitut du procureur de la République de Bagnères-de-Bigorre. Le 17 février 1873 à Bayonne, il épouse Marie Josèphe Pauline Léonie 'Paula' Lahirigoyen.
            - Pierre Joseph Darricau (16 avril 1882 à Bayonne - 6 juillet 1937 à Vittel), docteur en médecine, radiologue. Le 6 mai 1919 à Paris 18e, il épouse Louise Marie Gastineau.
              - André Darricau dit Darry Cowl (1925-2006), musicien et comédien[b].

        - Augustin Darricau (12 janvier 1816 à Saint-Geours-de-Maremne - 12 mars 1888 à Sort-en-Chalosse), avocat, conseiller général des Landes de 1848 à 1883, maire de Dax de 1859 à 1868.

## Pour approfondir